# Bones (Dotan)
Bones è un singolo del cantante olandese Dotan, pubblicato il 19 maggio 2017.

## Tracce
1. Bones – 3:51